# Tegal (Regierungsbezirk)

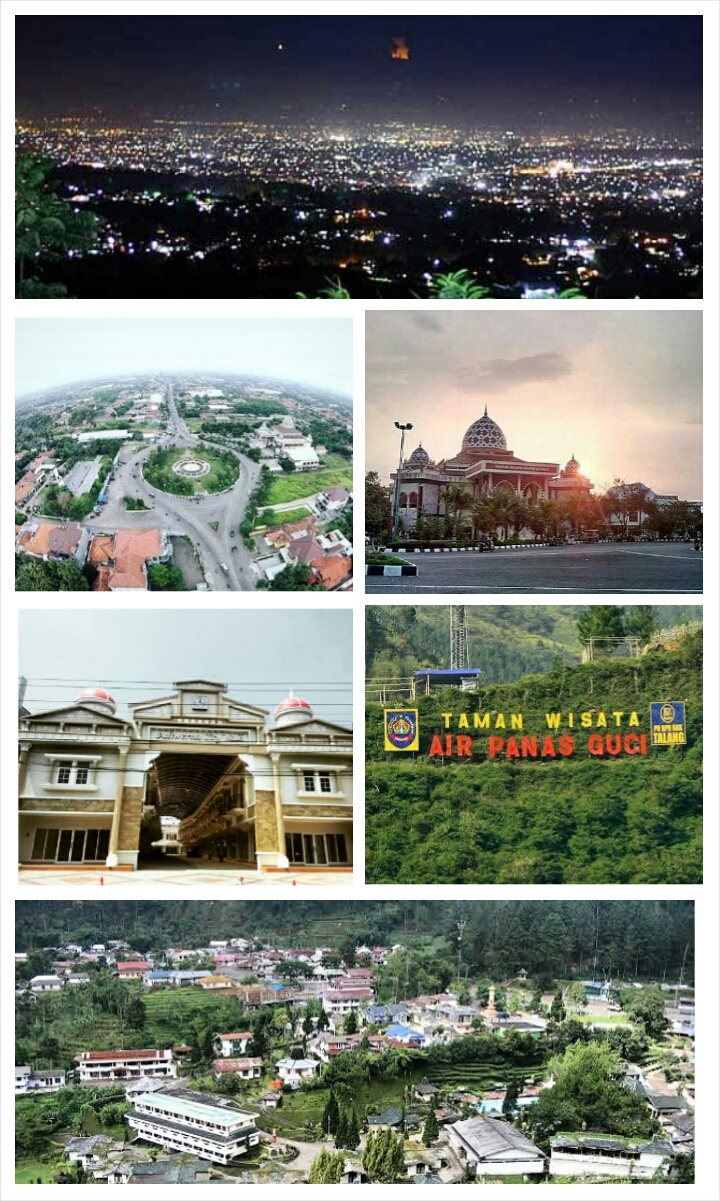

Tegal ist ein indonesischer Regierungsbezirk (Kabupaten) in der Provinz Jawa Tengah, im Zentrum der Insel Java. Mitte 2022 leben hier knapp 1,7 Millionen Menschen. Hauptstadt und Regierungssitz des Verwaltungsbezirks ist die Stadt Slawi, etwa 75 südwestlich von der Provinzhauptstadt Semarang gelegen.
Das ursprüngliche Verwaltungszentrum befand sich bis 1950 in der Stadt Tegal in der nordwestlichen Ecke des Regierungsbezirk. Nach der Autonomie der Stadt Tegal als gleichberechtigte Verwaltungseinheit der 2. Ebene ging die Verwaltung des Regierungsbezirks an die 20 km südlicher gelegene Stadt Slawi über.

## Geografie
Der Regierungsbezirk Tegal liegt im Nordwesten der Provinz und erstreckt sich zwischen 6°50′41″ und 7°15′30″ s. Br sowie zwischen 108°57′06″ und 109°21′30″ ö. L. Er hat im Osten den Regierungsbezirk Pemalang, im Süden und Westen Brebes und im Nordwesten die autonome Stadt Tegal als Nachbarn. Die etwa 23 km lange Küstenlinie der Javasee bildet im Norden eine natürliche (Landes-)Grenze.
Der nördliche Teil des Regierungsbezirk Tegal ist Flachland. Im südlichen Teil erhebt sich der Berg Slamet mit einer Höhe von 3.428 m. An der Grenze zum Regierungsbezirk Pemalang gibt es eine Reihe von steilen Hügeln, über die große Flüsse fließen, nämlich Kali Gung und Kali Erang, die beide flussaufwärts des Slamet liegen.

## Verwaltungsgliederung
Administrativ gliedert sich Tegal in 18 Distrikte (Kecamatan) mit 287 Dörfern.
| Code 1   | Kecamatan Distrikt | Ibu Kota Verwaltungssitz | Fläche (km²) | Einwohner Census 2010 2 | Volkszählung 2020 | Volkszählung 2020 | Volkszählung 2020 | Anzahl der | Anzahl der |
| Code 1   | Kecamatan Distrikt | Ibu Kota Verwaltungssitz | Fläche (km²) | Einwohner Census 2010 2 | Einwohner 3       | 0Dichte 40        | Sex Ratio 5       | Desa 6     | Kel. 7     |
| -------- | ------------------ | ------------------------ | ------------ | ----------------------- | ----------------- | ----------------- | ----------------- | ---------- | ---------- |
| 33.28.01 | Margasari          | Margasari                | 86,84        | 94.405                  | 109.408           | 1.259,9           | 101,6             | 13         | –          |
| 33.28.02 | Bumijawa           | Bumijawa                 | 88,55        | 83.286                  | 96.686            | 1.091,9           | 106,1             | 18         | –          |
| 33.28.03 | Bojong             | Bojong                   | 58,52        | 61.192                  | 73.393            | 1.254,2           | 103,2             | 17         | –          |
| 33.28.04 | Balapulang         | Balapulang               | 74,91        | 80.847                  | 92.690            | 1.237,4           | 101,8             | 20         | –          |
| 33.28.05 | Pagerbarang        | Paperbarang              | 43,00        | 51.931                  | 62.170            | 1.445,8           | 101,2             | 13         | –          |
| 33.28.06 | Lebaksiu           | Lebaksiu Lor             | 40,95        | 82.831                  | 93.825            | 2.291,2           | 99,3              | 15         | –          |
| 33.28.07 | Jatinegara         | Jatinegara               | 79,62        | 53.411                  | 60.010            | 753,7             | 104,9             | 17         | –          |
| 33.28.08 | Kedungbanteng      | Kedungbanteng            | 87,62        | 39.900                  | 44.796            | 511,3             | 102,9             | 10         | –          |
| 33.28.09 | Pangkah            | Pangkah                  | 35,51        | 98.652                  | 114.166           | 3.215,0           | 103,1             | 23         | –          |
| 33.28.10 | Slawi              | Slawi Wetan              | 13,63        | 68.745                  | 78.883            | 5.787,5           | 100,7             | 5          | 5          |
| 33.28.11 | Adiwerna           | Adiwerna                 | 23,86        | 118.153                 | 130.224           | 5.457,8           | 104,1             | 21         | –          |
| 33.28.12 | Talang             | Talang                   | 18,37        | 96.400                  | 107.148           | 5.832,8           | 104,6             | 19         | –          |
| 33.28.13 | Dukuhturi          | Dukuhturi                | 17,48        | 87.840                  | 99.888            | 5.714,4           | 104,8             | 18         | –          |
| 33.28.14 | Tarub              | Mindaka                  | 26,82        | 75.924                  | 85.932            | 3.204,0           | 102,4             | 20         | –          |
| 33.28.15 | Kramat             | Kramat                   | 38,49        | 103.285                 | 118.807           | 3.086,7           | 101,7             | 19         | 1          |
| 33.28.16 | Suradadi           | Suradadi                 | 55,73        | 80.534                  | 93.201            | 1.672,4           | 103,8             | 11         | –          |
| 33.28.17 | Warureja           | Warureja                 | 62,31        | 59.488                  | 67.420            | 1.082,0           | 103,6             | 12         | –          |
| 33.28.18 | Dukuhwaru          | Dukuhwaru                | 26,58        | 58.015                  | 68.349            | 2.571,4           | 102,1             | 10         | –          |
| 33.28    | Kab. Tegal         | Slawi                    | 878,79       | 1.394.839               | 1.596.996         | 1.817,3           | 102,9             | 281        | 6          |

## Demographie
Zur Volkszählung im September 2020 lebten im Kabupaten Tegal 1.596.996 Menschen, davon 787.112 Frauen (49,29 %) und 809.884 (50,71 %) Männer. Gegenüber dem letzten Census (2010) sank der Frauenanteil um 0,91 Prozent. 69,74 % (1.113.731) gehörten 2020 zur erwerbsfähigen Bevölkerung; 24,71 % waren Kinder (bis 14 Jahre) und 5,55 % waren im Rentenalter (ab 65 Jahren).
Mitte 2022 bekannten sich 99,53 Prozent der Einwohner zum Islam, Christen waren mit 0,41 % (4.398 ev.-luth. / 2.492 röm.-kath.) vertreten. 0,03 % waren Buddhisten und 0,02 % Hindus. Zur gleichen Zeit waren von der Gesamtbevölkerung 44,77 % ledig; 49,24 % verheiratet; 1,56 % geschieden und 4,43 % verwitwet.

### Bevölkerungsentwicklung
| SP/SUPAS (Jahr) | 1971         | 1980         | 1990         | 1995         | 2000         | 2005         | 2010         | 2015         | 2020         |
| --------------- | ------------ | ------------ | ------------ | ------------ | ------------ | ------------ | ------------ | ------------ | ------------ |
| Kab. Tegal      | 865.641      | 1.100.048    | 1.239.351    | 1.283.207    | 1.391.184    | 1.400.588    | 1.394.839    | 1.424.474    | 1.596.996    |
| Anteil in %     | 3,96 %       | 4,34 %       | 4,35 %       | 4,11 %       | 4,69 %       | 4,33 %       | 3,82 %       | 4,22 %       | 4,35 %       |
| Jawa Tengah     | .21.877.081. | .25.372.889. | .28.521.692. | .31.223.258. | .29.653.266. | .32.382.657. | .36.516.035. | .33.753.023. | .36.742.501. |

| Rang unter den 29 Kabupaten der Provinz (06/2022) | Rang unter den 29 Kabupaten der Provinz (06/2022) |
| ------------------------------------------------- | ------------------------------------------------- |
| Fläche                                            | 00020                                             |
| Einwohnerzahl                                     | 00004                                             |
| Dichte                                            | 00004                                             |

- Bevölkerungsentwicklung des Kabupaten Tegal von 1971 bis 2020
- Ergebnisse der Volkszählungen Nr. 3 bis 8 – Sensus Penduduk (SP)
- Ergebnisse von drei intercensalen Bevölkerungsübersichten (1995, 2005, 2015) – Survei Penduduk Antar Sensus (SUPAS)[6]